# 诺伊马尔克特附近贝格
诺伊马尔克特附近贝格是德国巴伐利亚州的一个市镇。总面积65.14平方公里，总人口7511人，其中男性3822人，女性3689人（2011年12月31日），人口密度115人/平方公里。